# 清美
上海清美绿色食品（集团）有限公司是一家總部位於中華人民共和國上海市浦东新区宣桥镇三灶工业园的生鲜食品生產企業，公司成立于1998年，該公司產品以豆制品、面制品、早餐食品、生鲜食材等為主。
2016年，进入“2015-2016年度上海市食品安全示范企业”（红名单）。

## 外部連結
- 官方网站